# Heloridae
Die Heloridae, selten auch als Florfliegenwespen bezeichnet, sind eine kleine Familie der Hautflügler. Weltweit sind nur 12 lebende Arten beschrieben worden, die alle in eine einzige Gattung Helorus gestellt werden. Etwa genauso viele Arten sind als Fossilien gefunden worden. Alle Arten sind Parasitoide von Florfliegen-Larven.

## Merkmale
Heloridae sind kleine, überwiegend schwarz gefärbte Wespen von 6 bis 8 Millimeter Körperlänge. Der Kopf ist in Aufsicht rechteckig, er trägt fadenförmige Antennen, die in beiden Geschlechtern aus 15 Gliedern bestehen. Hinzu kommt eine ringförmige Abschnürung des ersten Fühlerglieds (Scapus), die Anellus genannt wird und ein weiteres Glied vortäuscht. Die Mandibeln sind lang und sichelförmig, in Ruhelage überkreuzt, sie sind dreispitzig. Der Rumpfabschnitt besitzt ein kleines Pronotum und ein großes Mesonotum, das seitlich tiefe und auffallende Furchen trägt (Notaulices oder Parapsiden genannt), diese kommen bei vielen Hymenopterenfamilien vor. Das Scutellum ist relativ klein und in Aufsicht rundlich. Die Beine tragen Klauen, die seitlich kammförmig eingeschnitten (pektinat) sind; dies ist aber nur unter dem Mikroskop erkennbar. Im Gegensatz zum restlichen Körper sind die Beine oft farbig, rot oder gelb, gezeichnet. Charakteristisch für die Familie ist das Flügelgeäder, es kommt in ähnlicher Form nur bei den verwandten Vanhorniidae vor. Die Vorderflügel besitzen 5 geschlossene Zellen. Zwischen der den gesamten Flügelrand umlaufenden Randader oder Costa, der parallel verlaufenden Subcosta und dem großen Flügelmal (Pterostigma) ist eine schmale, rechteckige Zelle eingeschlossen. Aus der Flügelwurzel entspringen zwei weitere Längsadern, die Media (vereinigt mit dem Radius) und Analis, die beide fast, aber nicht ganz bis zum Flügelrand verlaufen. Der Radius zweigt vor dem Flügelmal von der Media ab und läuft durch bis zum Rand, er ist durch eine kurze Querader mit dem Flügelmal verbunden. Schon vor dieser Abzweigung zweigt eine weitere Längsader Richtung Flügelspitze. Von der Media nach hinten verlaufen zwei Queradern, von denen die vordere mit der Analis eine geschlossene Zelle abschnürt. In Verlängerung dieser Adern nach vorn schnüren zwei weitere Queradern, die sich vereinigen, eine weitere, kleine dreieckige Zelle ab (als Medialzelle gedeutet).
Der freie Hinterleib oder Gaster schließt mit einem langgestreckten Stiel (Petiolus) an den Mittelabschnitt an. Der restliche Gaster ist gegenüber diesem fast kugelförmig erweitert. Sein erster Abschnitt ist bei weitem der längste, er besteht aus drei ohne Nähte miteinander verschmolzenen Segmenten. Sichtbar ist vor allem der große Tergit, die Bauchplatte (Sternum) ist viel schmaler; sie besteht sogar aus vier Abschnitten (das sechste Gastersternit ist mit verschmolzen). Die folgenden beiden Segmente des Gaster sind frei, aber viel kürzer. Der von einer Legebohrerscheide umhüllte Ovipositor ist kaum sichtbar.
Die europäischen Arten sind bestimmbar mit dem Schlüssel von van Achterberg, die vier (oder fünf) deutschen Arten mit dem von Prpic-Schäper.

## Lebensweise
Alle Arten sind Parasitoide von Florfliegen (Familie Chrysopidae. eine alte Angabe für die Hemerobiidae ist vermutlich falsch). Das Weibchen sticht die Florfliegenlarve von der Seite her an, meist am Hinterleib, und legt ein Ei ab. Dieses entwickelt sich zunächst nicht weiter. Es schlüpft erst, wenn die Florfliegenlarve beginnt, sich zu verpuppen. Der Schlupf kann schon nach 3 bis 6 Tagen erfolgen, wenn eine fast reife Larve parasitiert worden ist, oder bei überwinternden Larven eventuell erst im nächsten Jahr. Die geschlüpfte Parasitenlarve gibt ein Sekret ab, das Hämolymphe und Fettkörper des Wirts abbaut und umwandelt. Die Wirtslarve verliert ihre Beweglichkeit im zweiten Larvenstadium des Wirts und stirbt spätestens bei dessen zweiter Häutung. Das zweite Larvenstadium frisst anschließend die Wirtslarve in sehr kurzer Zeit (2,5 bis 3 Tage) vollständig aus. Nach einigen Tagen Ruheperiode durchstößt sie die Körperwand des Wirts nahe dessen Hinterende, so dass die letzten 4 bis 5 Segmente im Wirt verbleiben. Sie verpuppt sich in dieser Lage innerhalb des Wirtskokons. Die Imago schlüpft nach 8 bis 12 Tagen Puppenruhe, so dass der gesamte Entwicklungsgang (im Labor) etwa 30 Tage dauert. Es können mehrere Generationen im Jahr aufeinander folgen. Imagines leben etwa 4 bis 6 Wochen, das Weibchen legt in dieser Zeit ca. 50 Eier ab. Dieser Entwicklungszyklus ist im Detail nur bei einer nordamerikanischen Art, Helorus paradoxus, erforscht worden, die womöglich mit der europäischen Helorus anomaliipes identisch ist (mögliches Synonym), er gilt aber für die anderen Arten als übertragbar. Die europäischen Arten besitzen eine lange Flugperiode den gesamten Sommer über, von April bis Oktober.

## Verbreitung
Die Heloridae sind, wie ihre Wirte, nahezu weltweit verbreitet. Früher angenommene Verbreitungslücken in den Tropen beruhten nur auf mangelnder Erforschung. Nachweise liegen aus Europa, Asien (einschließlich des tropischen Ostasien), Australien, Neuguinea, Afrika, Nord- und Südamerika vor.

## Systematik und Taxonomie
Alle lebenden Arten werden in die Gattung Helorus gestellt, sie sind sich morphologisch sehr ähnlich. Die Heloridae gehören zu den Proctotrupoidea oder Zehrwespenartigen, früher wurden sie als Unterfamilie der Zehrwespen betrachtet. Ihre nahe Verwandtschaft mit diesen wurde in allen morphologischen und molekularen Studien bestätigt. Demnach sind die Heloridae, Proctotrupidae und Vanhorniidae sehr nahe miteinander verwandt. Aufgrund der fossilen Funde ist es aber eindeutig, dass sie sich bereits im Mesozoikum (im Jura) getrennt haben müssen.

## Fossilien
Die ältesten fossilen Heloridae stammen aus der mitteljurassischen Jiulongshan-Formation aus China, sie werden in eine eigene Unterfamilie Mesohelorinae gestellt.